# ۱۵ بهمن
۱۵ بهمن سیصد و بیست و یکمین روز سال در گاه‌شماری خورشیدی است. به پایان سال ۴۴ روز (۴۵ روز در سال کبیسه) باقی‌است.

## رویدادها
- ۱۳۲۷ -‌ ترور نافرجام محمدرضا پهلوی در مراسم سالگرد بازگشایی دانشگاه تهران
- ۱۳۵۷ - بنیان‌گذاری دولت موقت ایران
- ۱۳۵۷ - انتخاب مهدی بازرگان به مقام نخست وزیری ایران
- ۱۳۵۸ - انتخاب بنی صدر به عنوان نخستین رئیس‌جمهور ایران

## مناسبت‌ها
- جشن میانه زمستان
- آغاز گاهشماری اچمی

## زادروزها
- ۱۳۰۱ - رحیم معینی کرمانشاهی، نقاش
- ۱۳۰۹ - محمدعلی فردین، بازیگر و کارگردان
- ۱۳۱۲ - پوران، خواننده و بازیگر
- ۱۳۱۳ - علی نصیریان، بازیگر
- ۱۳۱۷ - فرهاد ارژنگی، آهنگساز
- ۱۳۲۹ - تورج شعبان‌خانی، آهنگساز و خواننده
- ۱۳۲۹ - داریوش اقبالی، خواننده
- ۱۳۳۵ - علیرضا سلیمانی، کشتی‌گیر
- ۱۳۵۰ - عارف لرستانی، بازیگر
- ۱۳۵۱ - علیرضا قربانی، خواننده

## درگذشت‌ها
- ۱۳۲۷ - ناصر فخرآرایی، فردی بود که در ۱۵ بهمن سال ۱۳۲۷ در مراسم سالگرد بازگشایی دانشگاه تهران در ساعت ۳ بعد از ظهر در مقابل‌ دانشکده حقوق اقدام به ترور محمدرضا پهلوی کرد
- ۱۳۹۰ - هدیش بیگدلی شاملو، هنرمند
- ۱۳۹۵ - حسن جوهرچی، بازیگر
- ۱۳۹۹ - علی انصاریان، فوتبالیست و بازیگر
- ۱۴۰۲ - غضنفر آذرفر، سرتیپ دوم تکاور نیروی زمینی ارتش جمهوری اسلامی ایران